# Jàbir ibn Hayyan
|  | No s'ha de confondre amb Jàbir ibn Àflah. |

Abu-Mussa Jàbir ibn Hayyan al-Bariqí al-Azdí (àrab: أبو موسى جابر بن حيان الأزدي, Abū Mūsà Jābir ibn Ḥāyyan al-Azdī; persa: ابوموسی جابر بن حیان), més conegut senzillament com a Jàbir ibn Hayyan o com a Geber, en la seva forma llatinitzada (Tus, Iran, 721? – Kufa, Iraq, c. 815), va ser el suposat autor d'un gran nombre i varietat d'obres en àrab, sovint anomenat corpus jabirià. Les obres que sobreviuen avui tracten principalment l'alquímia, la química, la màgia i la filosofia religiosa xiïta. Tanmateix, l'abast original del corpus era ampli i divers, i cobria una àmplia gamma de temes que anaven des de la cosmologia, l'astronomia i l'astrologia, sobre medicina, farmacologia, zoologia i botànica, de metafísica, lògica i gramàtica.
Ja al segle x, la identitat i el corpus exacte de les obres de Jàbir estaven en disputa als cercles acadèmics islàmics. L'autoria de totes aquestes obres d'una sola figura, i fins i tot l'existència d'un Jàbir històric, també són qüestionades pels estudiosos moderns. En canvi, es creu que Jàbir ibn Hayyan va ser un pseudònim utilitzat per una escola anònima d'alquimistes xiïtes que escrivien a finals del segle ix i principis del x.

## Biografia

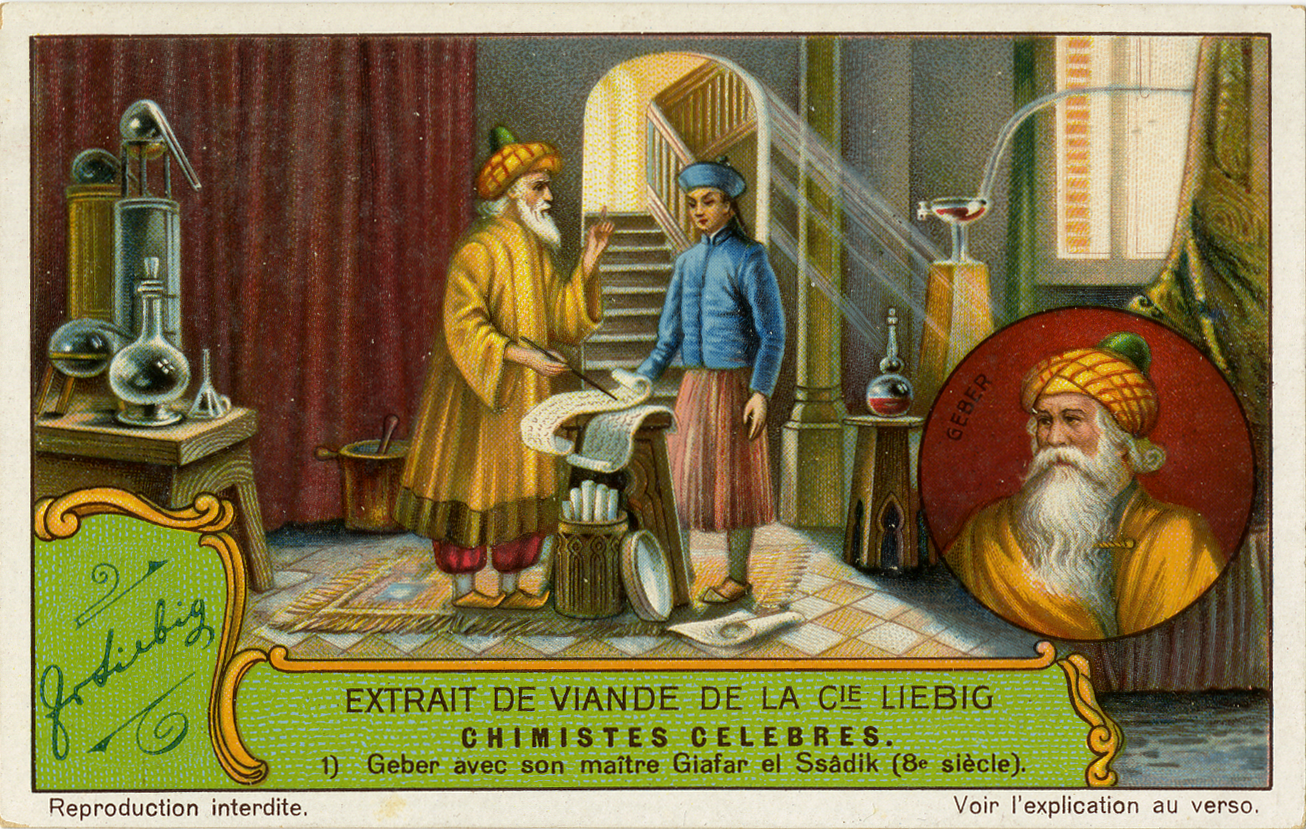
Impressió artística de Jabir i el seu mestre Jaʿfar al-Ṣādiq.

### Historicitat
No és clar si Jabir ibn Hayyan va existir com a persona històrica. Es diu que va viure al segle viii i que va ser deixeble de l'imam xiïta Jàfar as-Sàdiq (mort el 765). Tanmateix, no s'esmenta en cap font històrica abans de c. 900, i el primer autor conegut que va escriure sobre Jàbir des d'un punt de vista biogràfic va ser el bibliògraf bagdadí Ibn an-Nadim (c. 932–995). En el seu Kitab al-Fíhrist (‘Llibre de l'índex’, escrit l'any 987), Ibn an-Nadim va compilar una llista de les obres de Jàbir, afegint-hi un breu avís sobre les diverses afirmacions que aleshores circulaven sobre Jàbir. Ja en temps d'Ibn al-Nadim hi havia algunes persones que afirmaven explícitament que Jàbir no havia existit mai, tot i que el mateix Ibn an-Nadim no estava d'acord amb aquesta afirmació. Jabir va ser sovint ignorat pels biògrafs i historiadors islàmics medievals, però especialment significatiu és el fet que els primers biògrafs xiïtes com ara Àhmad al-Barqí (mort cap al 893), Muhàmmad ibn Úmar al-Kaixxí (primera meitat del segle x), Àhmad ibn Alí an-Najaixí (983–1058), i Abu-Jàfar at-Tussí (995–1067), que va escriure llargs volums sobre els companys dels imams xiïtes (inclosos els molts companys de Jàfar as-Ṣàdiq), no va mencionar en absolut Jàbir.

### Pistes biogràfiques i llegenda
Jàbir ibn Hayyan hauria estat un alquimista, astròleg, astrònom, físic i filòsof persa. És considerat el pare de la química, per haver estat el primer d'haver-la estudiat de manera científica.
Donada la manca de fonts biogràfiques independents, la major part de la informació biogràfica sobre Jàbir es pot remuntar als mateixos escrits jabirians. Al llarg del corpus jabirià hi ha referències a l'imam xiïta Ŷaʿfar as-Sadiq (mort el 765), a qui Jabir generalment anomena «el meu mestre» (en àrab: sayyidī), i a qui representa com a font original de tot el seu coneixement. En una obra, Jàbir també està representat com un associat de la família del visir Bactriana dels Barmàquides, mentre que Ibn al-Nadīm informa que alguns va afirmar que Jàbir s'havia dedicat especialment a Jàfar ibn Yahya al-Barmakí (767–803), el visir abbàssida famós per Les mil i una nits. Els vincles de Jabir amb els abbàssides van ser encara més subratllats per la tradició posterior, que el va convertir en un favorit del califa Harun ar-Raixid abbàssida (c. 763–809, també de fama de Les mil i una nits), per a qui Jàbir hauria escrit un tractat sobre alquímia, i qui hauria encarregat la traducció d'obres gregues a l'àrab per instigació de Jabir.
Es creu que Jàbir va néixer a Tus, Khorasan, Pèrsia, llavors governat pels Omeies. El nom Al-Azdī indica la seva afiliació a la tribu àrab dels Azd (àrabs del Sud), però, hi ha una discrepància sobre si era un àrab, un persa del Khorassan que més tard va anar a Kufa, o si era, com alguns han suggerit, sirià, i més tard va viure a Pèrsia i Iraq
Fill d'un farmacèutic de la tribu d'Azd que va ser executat per haver participat en una conspiració contra el califat omeia, Jàbir va ser enviat a Aràbia, on va estudiar matemàtiques i va ser deixeble de l'imam xiïta Jàfar as-Sàdiq. Després d'aquest període, va viure gairebé la totalitat de la seva vida a Kufa. Malgrat les seves inclinacions al misticisme (va ser anomenat as-Sufí, «el sufí») i a la superstició, reconeixia clarament la importància de l'experimentació: «La cosa essencial en alquímia és que s'han de dur a terme treballs aplicats i experiments, ja que aquell que no els fa mai no arribarà als més alts graus del coneixement.»

## Obra

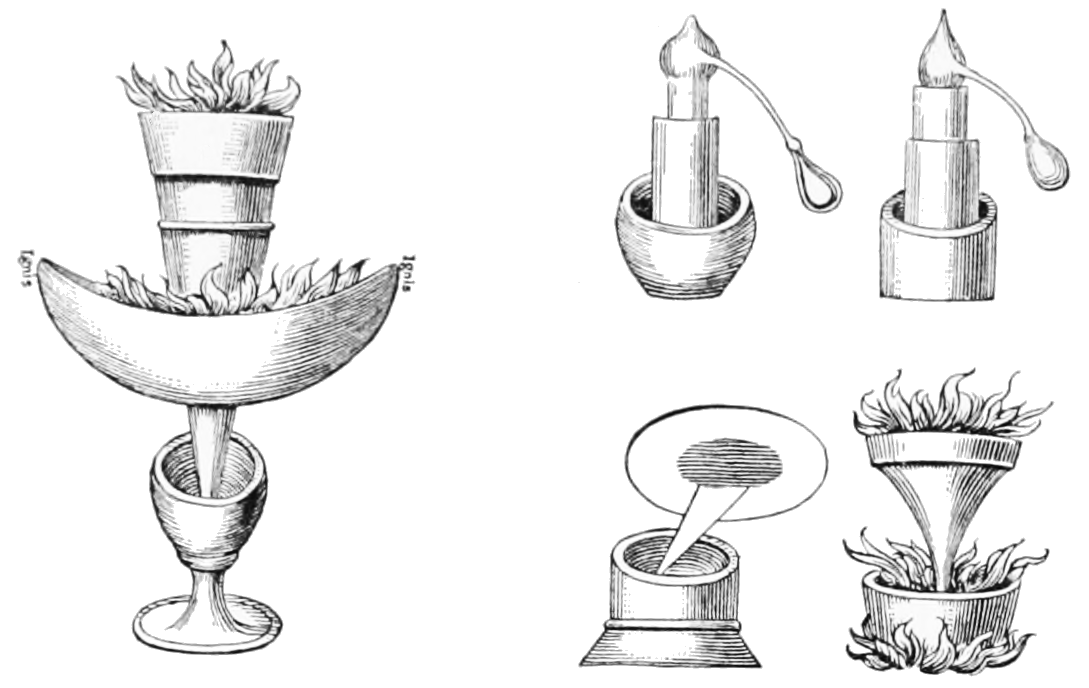
Il·lustració dels diversos experiments i instruments utilitzats per Jàbir ibn Hayyan

Els seus treballs van constituir avenços significatius per a la química, tant en el pla teòric, com en el de l'experimentació.
En total, prop de 3.000 tractats i articles s'acrediten a Jàbir ibn Hayyan. Seguint el treball pioner de Paul Kraus, que va demostrar que un corpus d'alguns centenars d'obres atribuïdes a Jàbir eren probablement una barreja de diferents mans,:3 datant majoritàriament a final del segle ix i principi del X, alguns investigadors creuen que moltes d'aquestes obres consisteixen en comentaris i addicions pels seus seguidors, en particular d'una persuasió Ismailita.
Els seus llibres van influir notablement en els alquimistes europeus. Se li atribueix la paternitat d'un gran nombre d'instruments de laboratori, així com el descobriment de diverses substàncies químiques, com l'àcid clorhídric, l'àcid nítric, i l'aigua règia barreja d'ambdós en la proporció d'una en tres parts. Les obres atribuïdes a Jàbir ibn Hayyan i Ar-Razí contenen les classificacions sistemàtiques més antigues conegudes de substàncies químiques.

## Teoria
Tot i conèixer l'existència dels elements químics, Jàbir ibn Hayyan preferia classificar-los com «substàncies». Això es deu al fet que alhora donava suport a la teoria dels Quatre Elements (aigua, foc, terra i aire).
Jàbir adopta inicialment l'existència de quatre natures: l'escalfor, la humitat, la fredor i la sequedat. Aquestes natures s'uneixen amb la substància i d'aquesta unió neixen els «compostos de primer grau», és a dir els ens: calent, humit, fred i sec. Al seu torn, aquests compostos produiran els elements, segons el següent esquema:
- calent + sec + substància = foc
- calent + humit + substància = aire
- fred + humit + substància = aigua
- fred + sec + substància = terra

Encara complicà més la seva teoria, ja que introdueix una distinció entre les natures internes i les natures externes del metall. Per exemple: el plom és calent i humit en el seu interior, però fred i sec en el seu exterior.

## El Pseudo-Geber
A l'edat mitjana es van atribuir erròniament a Jàbir, obres d'alquímia que són apòcrifes. El seu autor és des de llavors anomenat Pseudo-Geber, la forma llatinitzada de Jàbir. Marcellin Berthelot va demostrar que les obres llatines de Geber no podien provenir de Jâbir ibn Hayyân sinó que dataven de finals del segle xiii, perquè descriuen substàncies químiques, especialment àcids minerals, i processos de la química desconeguts pels àrabs i que provenen de finals del segle xiii.
El més il·lustre d'aquests llibres d'alquímia és Summa perfectionis magisterii (c. 1260). Segons William R. Newman, aquest tractat podria haver estat escrit cap al 1260 per Pau de Taranto, un autor franciscà d'altres obres sobre alquímia.
No s'ha de confondre amb el matemàtic i geòmetre Abou-Mohammed Djabir ibn Allah, conegut com a Geber de Sevilla, que viu a la segona meitat del segle xi, autor d'un voluminós tractat d'astronomia, traduït per Gerard de Cremona.